# Mátyás Pince
De Mátyás Pince (Matthiaskelder) ligt aan de Pest-zijde in Boedapest, ter hoogte van de oprit naar de Elisabethbrug. Het in 1904 geopende restaurant is vernoemd naar de Hongaarse koning Mátyás. Het restaurant Mátyás Pince werd in 1973 tot beschermd gebied uitgeroepen vanwege de culturele waarde.
De Matthiaskelder is een 'étterem', een restaurant met een steeds aanwezig zigeunerorkest. 
Het restaurant heeft een gebrandschilderd glazen plafond. Men kan er via een voetgangerstunnel onder de drukke Kossuth Lajos utca komen.